# Syöte nationalpark
Syöte nationalpark (fi. Syötteen kansallispuisto) är en nationalpark i Norra Österbotten och Lappland, i Finland. Den består huvudsakligen av gammal höglänt naturskog. Cirka en fjärdedel av ytan utgörs av myrar, framför allt nordösterbottnisk aapamyr, men även sluttningsmyrar. Parken kan sägas bestå av fyra skilda områden: Syöte, Maaselkä, Latva - Korte - Kärppävaara och Salmitunturi.
Parken bildades 2000 och är 299 kvadratkilometer stor.

## Flora och fauna
Förutom regionalt hotade arter förekommer nationellt utrotningshotade arter: rosenskål, myrstarr, käppkrokmossa, nordlig päronsvepemossa och bland orkidéerna ängsnycklar och sumpnycklar. På Syötes brunkärr förekommer också myrbräcka och i Syötes mader rutlungmossa (Conocephalum conicum).
Vid de kalkrika bergen i Kouvanjärvi finns raspdvärgbågmossa, vittandad klockmossa (Encalypta brevicollis), röd klockmossa, dvärgkrypmossa, stor äppelmossa och fjällbräcka.
Blockfälten är typiska för nationalparkens bergskrön och finns bland annat på Teerivaaras, Ahmavaaras, Maaselkäs och Kärrynvaaras krönområden. I Maaselkäs bergsfåror har den speciellt skyddskrävande och akut hotade atlantärgmossan påträffats. Också raspdvärgbågmossa, fjällkrusmossa (Ditrichum zonatum) och grönbräken förekommer i blockfälten.
Bland parkens däggdjur förekommer förutom flygekorren även björn, järv, lodjur, varg och utter.